# 克拉雷斯德里沃塔
克拉雷斯德里沃塔，是西班牙阿拉贡自治区萨拉戈萨省的一个市镇。 总面积19平方公里，总人口111人（2001年），人口密度6人/平方公里。